# 유원대학교 축구부
유원대학교 축구부(영어: U1 University  Football Club)는 대한민국 충청북도 영동군에 위치한 대학교 축구부이다. 

## 참고 문헌
- “KFA 통합경기정보 시스템”. 대한축구협회.

## 같이 보기
- 유원대학교